# Ruth Westheimer
Ruth Westheimer (de soltera, Karola Ruth Siegel) (Wiesenfeld, avui barri de Karlstadt am Main, Baviera, 4 juny de 1928 - Nova York, 12 de juliol de 2024) va ser una sexòloga germano-estatunidenca, autora i divulgadora per ràdio i televisió. També se la conegué com a Dra. Ruth.

## Biografia
Ruth Westheimer nasqué en una família de jueus ortodoxos, filla única d'Irma (de soltera, Hanauer) i Julius Siegel. El seu pare fou detingut per la Gestapo el 1938 i poc després, gener 1939, fou enviada a un orfenat a Heiden, Suïssa, en un "Kindertransport" junt amb altres infants jueus. La seva mare es quedà, junt amb la seva àvia, a Alemanya i no es tingueren més notícies seves, ni del pare, a partir de 1941. Se suposa que foren morts pel nazisme, possiblement a Auschwitz.
Després de la guerra emigrà al Mandat britànic de Palestina, i després s'uní a la Haganà on, malgrat la seva escassa estatura de 140cm, rebé entrenament com a tiradora d'elit i exploradora. A Israel abandonà el nom de Karola i prengué només el seu segon nom de Ruth. El dia del seu 20è aniversari, durant la guerra àrabo-israelí, fou ferida per una explosió de morter i gairebé perdé els dos peus. Dos anys després emigrà a París, on estudià psicologia a la Sorbona. El 1956 emigrà als Estats Units, com a mare soltera amb una filla que era tot just un nadó, i va fer diverses feines precàries per continuar amb els estudis. Va obtenir un màster a la New School (1959), i més endavant (1970), es doctoraria en educació per la Universitat de Colúmbia. Va ser professora a diverses universitats i tingué un consultori de sexologia.
A partir de 1980 participà en un programa radiofònic sobre sexualitat, "Sexually Speaking", que continuà fins a 1990. Després inicià un programa de televisió, "The Dr. Ruth Show", que tingué una gran audiència, ja que donava consells seriosos i científics, respectuosament, però d'una manera amable i propera. A partir d'aquí participà en molts altres programes i arribà a escriure 45 llibres sobre sexe i sexualitat.
Rebé nombrosos reconeixements: fou introduïda a la Radio Hall of Fame, rebé la Medalla Magnus Hirschfeld, la Medalla d'Honor Ellis Island, la medalla Leo Baeck, el premi a la planificació familiar Margaret Sanger, i l'Orde al Mèrit de la República Federal Alemanya.
Pel que fa a la seva vida personal, es casà tres cops. Després de dos matrimonis molt breus, el darrer fou amb Manfred "Fred" Westheimer, també un supervivent del nazisme, de qui prengué el cognom. Westheimer adoptà la filla que havia tingut a París i tingueren junts un fill.
Malgrat ser ciutadana estatunidenca des de 1965, recuperà el 2007 també la nacionalitat alemanya amb el "German Citizenship Project", que possibilitava als estatunidencs que havien estat privats de la seva nacionalitat alemanya pel nazisme de recuperar-la.